# 진빙
진빙(陳馮, ? ~ ?)은 전한 말기의 제후로, 산양군 하구현(瑕丘縣) 사람이다. 아버지 진탕은 서역도호 감연수와 함께 흉노의 질지선우를 죽이는 공로를 세웠다.

## 행적
원시 5년(5년), 아버지의 공적으로 파호후(破胡侯)에 봉해지고 식읍 1,400호를 받았다. 이는 권신 왕망이 진탕 생전에 입은 은혜를 보답하기 위해 손을 쓴 것이었다.

## 출전
- 반고, 《한서》 권18 외척은택후표·권70 부상정감진단전

| 선대 (추존) 아버지 파호장후 진탕 | 전한의 파호후 5년 7월 병신일 ~ 8년? | 후대 (전한 멸망) |